# Афина Датская
Её превосходительство Афина, графиня Монпенза (дат. Athena, komtesse af Monpezat; род. 24 января 2012, Копенгаген) — член датской королевской семьи, младший ребёнок принца Иоахима, графа Монпеза и его второй жены, принцессы Мари Датской.

## Биография
Принцесса Афина родилась 24 января 2012 года в Копенгагене, в университетском госпитале в семье принца Иоахима и его второй жены, принцессы Мари Датской. 20 мая 2012 года была крещена в церкви Мёгельтондер, при крещении она получила имя Афина Маргарита Франсуаза Мари. Последние три имени были в честь бабушки-королевы, бабушки со стороны матери и своей матери.
11 августа 2017 года Афина поступила в 0 класс в школе Sct. Йозеф Сёстренес, в которой учился её старший брат Хенрик. Спустя 2 года, в октябре 2019 года вместе с родителями и братом переехала во Францию, где поступила в частную школу Монсо в Париже.
В сентябре 2022 года королева Маргрете II лишила её и старших братьев титула Королевское высочество, но при этом они сохранили места в престолонаследии на датский престол. С 1 января 2023 года её титул называется Её превосходительство Афина, графиня Монпенза.